# Sporobolus aldabrensis
Sporobolus aldabrensis är en gräsart som beskrevs av Stephen Andrew Renvoize. Sporobolus aldabrensis ingår i släktet droppgräs, och familjen gräs. Inga underarter finns listade i Catalogue of Life.